# 1842 w muzyce
Wydarzenia muzyczne w 1842 roku.

## Wydarzenia
- 7 stycznia – w paryskim Théâtre Italien odbyła się premiera drugiej wersji „Stabat mater” Gioacchina Rossiniego[1][2]
- 1 lutego – w paryskiej Salle Vivienne miała miejsce premiera „Rêverie et Caprice”, Op. 8, H 88 Hectora Berlioza[1][2]
- 4 lutego – w paryskim Théâtre Favart miała miejsce premiera opery Le duc d'Olonne Daniela Aubera[1][2]
- 3 marca – w Lipsku odbyła się premiera III symfonii Mendelssohna, op. 56[1][2]
- 9 marca – w mediolańskiej La Scali odbyła się premiera opery Nabucco Giuseppe Verdiego[1][2]
- 28 marca
  - odbył się pierwszy koncert Filharmoników Wiedeńskich
  - otwarto Teatr Skarbkowski we Lwowie
- 2 kwietnia – Ureli Corelli Hillzałożył Filharmonię Nowojorską
- 13 kwietnia – w berlińskim Schauspielhaus miało miejsce pierwsze publiczne wystawienie „Antygony” op. 55 Felixa Mendelssohna[1][2]
- 14 kwietnia – w paryskiem domu Mortier de Fontaine miała miejsce premiera pieśni „Absence”, op. 7/4 Hectora Berlioza[1][2]
- 24 kwietnia – w paryskiej Salle du Conservatoire miało miejsce pierwsze publiczne wystawienie pieśni „Absence”, op. 7/4 Hectora Berlioza[1][2]
- 19 maja – w wiedeńskim Theater am Kärntnertor miała miejsce premiera opery Linda z Chamounix Gaetana Donizettiego[1][2]
- 22 czerwca – w Paryżu odbyła się premiera opery Le Guérillero Ambroise’a Thomasa[1][2] oraz baletu La Jolie Fille de Gand Adolphe’a Adama[1][2]
- 21 sierpnia – w bostońskim Bowdoin Street Church miała miejsce premiera Psalmu „I Was Glad When They Said Unto Me” Lowella Masona[1][2]
- 23 sierpnia – w Wiesbaden odbyła się premiera „Oratorio serioso disharmonico” W. 13 Petera Corneliusa[1][2]
- 29 sierpnia – w Berlinie odbyła się premiera „Uranias Festmorgen” Alberta Lortzinga[1][2]
- 13 października – w paryskiej Salle Favart II miała miejsce premiera opery Le roi d'Yvetôt Adolphe’a Adama[1][2]
- 20 października – w drezdeńskim Hoftheater miała miejsce premiera opery Rienzi, der Letzte der Tribunen Richarda Wagnera[1][2]
- 2 listopada – w Wiedniu odbyła się premiera „Messe de Requiem” Charles’a Gounoda[1][2]
- 7 grudnia – zainaugurowała działalność Filharmonia Nowojorska
- 9 grudnia – w petersburskim Teatrze Bolszoj miała miejsce premiera opery Rusłan i Ludmiła Michaiła Glinki[1][2]
- 29 grudnia – w Stuttgarcie odbyła się premiera ballady „La belle voyageuse” Hectora Berlioza[1][2]
- 31 grudnia – w Lipsku w Stadttheater miała miejsce premiera opery Der Wildschütz, oder Die Stimme der Natur Alberta Lortzinga[1][2]

## Urodzili się
- 22 stycznia – Henri Maréchal, francuski kompozytor (zm. 1924)
- 24 lutego – Arrigo Boito, włoski kompozytor i librecista (zm. 1918)
- 22 marca
  - Mykoła Łysenko, ukraiński kompozytor, pianista, dyrygent i etnomuzykolog (zm. 1912)
  - Carl Rosa, brytyjski skrzypek, dyrygent i impresario operowy pochodzenia niemieckiego (zm. 1889)
- 29 kwietnia – Karl Millöcker, austriacki kompozytor (zm. 1899)
- 5 maja – Johann Nepomuk Fuchs, austriacki kompozytor i dyrygent (zm. 1899)
- 12 maja – Jules Massenet, francuski kompozytor (zm. 1912)
- 13 maja – Arthur Sullivan, brytyjski kompozytor, twórca oper, dzieł symfonicznych oraz chorałów, baletów, ballad (zm. 1900)
- 14 maja – Alfons Czibulka, węgierski pianista, kompozytor, dyrygent i kapelmistrz (zm. 1894)
- 12 czerwca – Rikard Nordraak, norweski kompozytor, autor hymnu Norwegii (zm. 1866)
- 19 czerwca – Karl Zeller, austriacki kompozytor operetkowy i radca ministerialny (zm. 1898)
- 29 czerwca – Josef Labor, austriacki pianista i kompozytor (zm. 1924)
- 30 sierpnia
  - Victor Alphonse Duvernoy, francuski pianista i kompozytor (zm. 1907)
  - Stefan Krzyszkowski, polski kompozytor, nauczyciel muzyki, publicysta i krytyk muzyczny (zm. 1896)
- 13 października – Antonio Pasculli, włoski oboista i kompozytor (zm. 1924)
- 29 października – Gustaw Frieman, polski skrzypek, kompozytor i pedagog szwedzkiego pochodzenia (zm. 1902)
- 28 grudnia – Calixa Lavallée, kanadyjski kompozytor i instrumentalista; autor pieśni patriotycznej „O Canada”, która stała się hymnem Kanady (zm. 1891)

Data dzienna nieznana
- Kazimierz Hofman, polski pianista, kompozytor i pedagog (zm. 1911)

## Zmarli
- 9 stycznia – Józef Władysław Krogulski, polski kompozytor, pianista, dyrygent chóralny i  pedagog muzyczny (ur. 1815)
- 21 lutego – Wojciech Żywny, polski pianista czeskiego pochodzenia, kompozytor i pedagog (ur. 1756)
- 6 marca – Constanze Mozart, austriacka śpiewaczka (sopran), żona Wolfganga Amadeusa Mozarta (ur. 1762)
- 7 marca – Christian Theodor Weinlig, niemiecki pedagog muzyczny, kompozytor i dyrygent chóru (ur. 1780)
- 15 marca – Luigi Cherubini, włoski kompozytor, znany przede wszystkim z twórczości operowej i religijnej (ur. 1760)
- 6 kwietnia – Johann Anton André, niemiecki kompozytor i wydawca (ur. 1775)
- 18 sierpnia – João Domingos Bomtempo, portugalski kompozytor i pianista (ur. 1775)
- 25 sierpnia – Jérôme-Joseph de Momigny, belgijski kompozytor i teoretyk muzyki (ur. 1762)
- 15 września – Pierre Baillot, francuski kompozytor i skrzypek (ur. 1771)
- 8 października – Christoph Ernst Friedrich Weyse, duński kompozytor (ur. 1774)
- 3 listopada – Franz Clement, austriacki skrzypek i kompozytor (ur. 1780)
- 25 grudnia – Bedřich Diviš Weber, czeski kompozytor i muzykolog (ur. 1766)